# Psammobates
Psammobates é um gênero (biologia) de tartarugas terrestres descritos por Leopold Fitzinger em 1835. Este gênero contém três espécies, todas nativas do sul da África.

## Espécies
- Psammobates geometricus
- Psammobates oculifer
- Psammobates tentorius

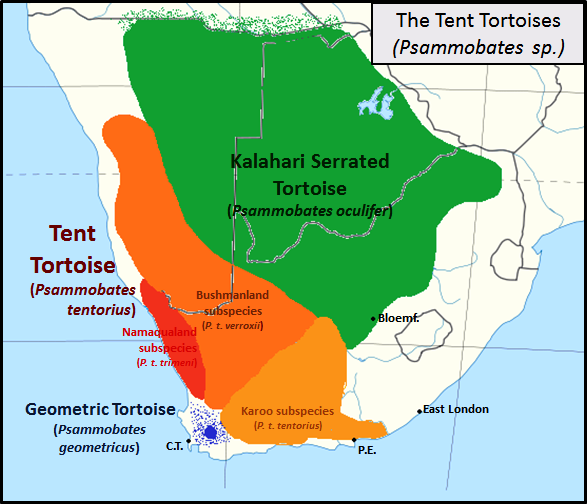
Mapa de distribuição das três Psammobates.

  - Subespécie de Karoo, Psammobates tentorius tentorius
  - Subespécie de Namaqualândia, Psammobates tentorius trimeni
  - Subespécie de Busmanlândia, Psammobates tentorius verroxii